# فاینال فانتزی ۱۳
فاینال فانتزی XIII (به ژاپنی: ファイナルファンタジーXIII، تلفظ: Fainaru Fantajī Sātīn) یک بازی ویدئویی به سبک نقش‌آفرینی ساخته شده توسط شرکت اسکوئر انیکس است که ابتدا قرار بود فقط بر روی کنسول پلی‌استیشن ۳ منتشر شود، اما اسکوئر انیکس در کنفرانس نمایشگاه رسانه و تجارت ای۳ سال ۲۰۰۸ اعلام کرد که این بازی برای کنسول ایکس‌باکس ۳۶۰ هم انتشار خواهد یافت. فاینال فانتزی XIII برای پلی‌استیشن ۳ در ۱۷ دسامبر ۲۰۰۹ در ژاپن و در آمریکای شمالی در ۹ مارس ۲۰۱۰ برای پلی‌استیشن ۳ و ایکس‌باکس ۳۶۰ منتشر گردید. این بازی همچنین زیر مجموعه‌ای از پروژهٔ فابولا نوا کریستالیس می‌باشد. دنباله‌ای بر این بازی با عنوان فاینال فانتزی ۲–۱۳ در سال ۲۰۱۱ عرضه شد.
- شخصیت‌های اصلی (قابل بازی): لایتنینگ، Snow Villiers , Oerba Dia Vanille , Oerba Yun Fang , sazh Katzroy , Hope
- زمان تقریبی مورد نیاز برای اتمام بازی: بین ۵۵ تا۷۰ ساعت
- زمان تقریبی برای اتمام کامل بازی (داستان+ماموریت‌های فرعی): بین ۸۰ تا ۱۰۰ ساعت